# 龍碽
龍碽，是台灣漢族傳說中鄭成功擁有的大砲，由龍幻化而成，不僅威力強大，還擁有預知的神力。

## 傳說
據說鄭成功廣東外海發現水中有兩抹光芒，派人潛下去發現是兩門銅砲，打撈起來後，其中一門化為龍飛入天際；另一門因為被綁著而留下來，並且很神奇地將自己身上的髒污和異物去除，變得金光閃閃、完全不像海裡的沉積物。後來鄭成功將那門大砲命名為龍碽、帶著它到處打仗，只要有龍碽出場的戰爭，那就必定勝利。
傳說中龍碽雖然大小跟普通的大砲差不多，但需要更多的彈藥才能打出去，威力也更加強大。它還擁有預知的能力，如果他們可以贏得戰爭，那只要幾個人便可以輕鬆將它拉動；但如果會輸的話，幾百個人來拉都拉不動。
後來在三藩之亂期間，劉國軒率領軍隊攻打泉郡，但龍碽因為預知到戰爭結果而不肯參戰，劉國軒硬是派人將它推上戰場，但放進去的砲彈卻也打不出去，劉國軒生氣得打它，龍碽便當場爆炸成粉末，傷及不少人。

## 其他傳說
傳說鄭成功曾帶著龍碽巡迴台灣，到處打敗路上遇到的妖怪，那些妖怪在死後也成為當地的地形景觀。
目前已知的妖怪有：
| 妖怪       | 地區                               | 過程                                                     | 死後化身                                             |
| ---------- | ---------------------------------- | -------------------------------------------------------- | ---------------------------------------------------- |
| 鷹哥與鳶妖 | 三峽、鶯歌                         | 吞雲吐霧，阻礙到軍隊前進，被鄭成功下令用大砲打死         | 鳶山與鶯歌石                                         |
| 龜精       | 士林、五股（另有一說是在桃園龜山） | 龜精在河邊喝水，造成河水逆流，被鄭成功下令打死           | 觀音山，當地俗稱龜山（另有一說是桃園的龜崙嶺）       |
| 公館蟾蜍精 | 公館                               | 吐出毒霧，被龍碽打爛了嘴                                 | 蟾蜍山                                               |
| 巨手       | 六張犁                             | 夜裡從地裡冒出來抓走士兵，被龍碽打斷除了拇指外的其他手指 | 拇指山                                               |
| 宜蘭龜怪   | 宜蘭                               | 想要吞噬士兵，被龍碽打傷                                 | 龜山島                                               |
| 劍潭魚精   | 劍潭                               | 製造出風浪妨礙到鄭成功軍隊前進，被鄭成功所殺             | 沒有化身；但鄭成功拋寶劍於水中，故名劍潭（民間傳說） |

現代研究
事實上，關於那些地標景觀的傳說，也有其他的版本，鄭成功和龍碽並不是唯一的說法，且在占領台灣後，鄭成功很快就去世了，其主要的拓墾地區也都位於南部，並沒有時間前往除了台南地區以外的其他地方，且之後北台灣地區又被荷蘭佔據一段時間，又更不可能前往傳說位於的北台灣，這些傳說多只是後人杜撰或穿鑿附會之說。